# Marion (South Carolina)
Marion ist eine Stadt im US-Bundesstaat South Carolina. Sie ist der Verwaltungssitz (County Seat) von Marion County. Das U.S. Census Bureau hat bei der Volkszählung 2020 eine Einwohnerzahl von 6.448 ermittelt.
Benannt ist die Stadt nach Francis Marion, einem bekannten General aus dem Amerikanischen Unabhängigkeitskrieg (1775 bis 1783).

## Verkehr

### Straßenverkehr
Die Stadt liegt am U.S. Highway 76, etwa 25 Kilometer östlich der nächstgrößeren Stadt Florence. Zum Atlantischen Ozean sind es etwa 60 Kilometer. Bevor die neuen Highways gebaut wurden, reisten durch Marion viele Urlauber auf dem Weg an die Atlantikküste, besonders nach Myrtle Beach. Die nächstgelegenen Städte sind Nichols, Mullins und Sellers. Über den etwa 10 Kilometer nördlich gelegenen Interstate Highway 95 hat Marion auch Anschluss an den internationalen Fernverkehr nach Florida und New York.

### Flugverkehr
Marion hat einen kleinen Sportflugplatz (IATA-Flughafencode: MAO) von welchem aus kein internationaler und nationaler Flugverkehr abgefertigt wird. Die nächstgelegenen Flughäfen sind Florence mit Verbindungen von US Airways nach Charlotte, North Carolina und der Flughafen von Myrtle Beach.

### Zugverkehr
Der nächste Amtrak-Bahnhof befindet sich in Dillon.

## Bevölkerung
In Marion lebten im Jahr 2000 7042 Menschen in 2765 Haushalten. 1913 Familien lebten in der Stadt. Bis 2006 schrumpfte die Bevölkerung um 1,2 % auf 6959. In Marion sind 66,2 % der Bevölkerung Schwarz, 31,8 % Weiß und 2 % Indianer und andere Bevölkerungsgruppen.
Es gibt im Marion öfter Streitigkeiten zwischen Weißen und Schwarzen, die immer noch auf den Sezessionskrieg im 19. Jahrhundert zurückgreifen. Bürgermeister von Marion ist Bobby Gerald.

## Geschichte
Die Geschichte Marions beginnt in den 1730er und 1740er Jahren, als weiße Kolonisten aus Charles Town (heute Charleston) und Georgetown in das Gebiet kamen und sich dort ansiedelten. Damals war Sklaverei keine Seltenheit. Außerdem siedelten einige Indianerstämme, zum Beispiel Cheraw-, Pee-Dee- und Maccawaw-Indianer in dem Gebiet an. Der erste offizielle Einwohner des Areals, das später die Stadt Marion werden sollte, war John Godbold, welcher sich 1754 niederließ. Es ist auch die erste urkundliche Erwähnung des Dorfes.
Während des Amerikanischen Unabhängigkeitskrieges spielte Marion eine wichtige Rolle. Marion County und Florence und deren Fluss- und Sumpfgebiet zwischen beiden Pee-Dee-Flüssen wurden bekannt durch Francis Marion, dem Swamp Fox („Sumpffuchs“). Er wurde so benannt, da er sich in den Sümpfen fortbewegte, aus dem Hinterhalt britischen Soldaten auflauerte und jene dann erschoss. Marion wurde jedoch erst in 1798 nach Francis Marion benannt. Noch heute erinnern zwei Statuen, vor dem Rathaus und der Bibliothek, an ihn.
Der erste Bürgermeister (damals noch Intendant) wurde in 1855 gewählt und war Horatio McClenaghan.
Vor dem Sezessionskrieg boomte Marion. Nachdem eine lokale Zeitung gegründet worden war, wurde Marion auch dem Eisenbahnnetz der Südstaaten angebunden, Handel und Agrarwirtschaft (größtenteils Baumwolle und Tabak) waren sehr erfolgreich. Sie wurden dann durch den Sezessionskrieg größtenteils aufgehalten.
Marion brauchte bis in die 1870er und 1880er Jahre, um sich vom Krieg zu erholen und die Wirtschaft wieder anzukurbeln. In den 1900er Jahren fand eine komplette Erneuerung der Stadt statt, die teilweise noch heute gut zu sehen ist, viele Häuser sind in gutem Zustand.

## Geschäfte & Business

CVS Caremark in Marion

In Downtown Marion gibt es an der Main Street mehrere kleine Geschäfte. In der Mitte Marions gibt es einen CVS-Caremark-Supermarkt, einen Family Dollar und einige noch kleinere Geschäfte. Die größeren Geschäfte befinden sich außerhalb der Stadtgrenze Marions an der East Godbold Street, welche zum Highway 501 und nach Mullins führt. Es gibt mehrere Fast Food Stores (Wendy’s, McDonald’s, Burger King, Waffle House, Pizza Hut und Zaxby's). Größere Geschäfte sind Piggly Wiggly und Walmart. Walmart wurde im September 2007 eröffnet.
In Marion gibt es folgende Banken:
- Anderson Brothers Bank
- First Citizens Bank
- Pee Dee Federal Savings Bank
- Carolina First Bank
- Wachovia Bank

In Marion, South Carolina befindet sich die einzige, in den USA liegende Produktionsstätte der französischen Firma Bénéteau, einer der größten Hersteller von luxuriösen Yachten. Außerdem liegt mehrere Kilometer außerhalb von Marion ein Forschungszentrum von Hoffmann-La Roche.

## Gesundheit
Neben sämtlichen kleinen Arztpraxen ist das Marion County Medical Center, welches sich 5 km außerhalb von Marion auf dem U.S. Highway 76 befindet, mit 124 Betten und rund 800 Mitarbeitern das größte Krankenhaus in der Region. Das nächstgrößere Medizinische Zentrum ist das McLeod Regional Medical Center in Florence.

## Bildung (Stand 2006)
Zum Marion School District One gehören vier öffentliche Schulen. Die Easterling Primary School (854 Schüler) ist für die Stufen Kindergarten bis zweite Klasse bestimmt. Die Marion Intermediate School (790 Schüler) nimmt Schüler für die Stufen 3 bis 5 auf. Die Johnakin Middle School (748 Schüler) nimmt Schüler für die Stufen 6 bis 8 und die Marion High School (864 Schüler) ist für die Stufen 9 (Freshmen), 10 (Sophomores), 11 (Juniors) und 12 (Seniors) bestimmt.
Privatschulen sind die Marion County Private School, welche sich in einem 160 Jahre alten
Plantagenhaus befindet und die Pee-Dee-Academy.
Die nächstgelegene Universität ist die Francis Marion University in Florence.

## Söhne und Töchter der Stadt
- Nathan George Evans (1824–1868), Brigadegeneral der Konföderierten im Sezessionskrieg
- William Haselden Ellerbe (1862–1899), Politiker und von 1897 bis 1899 Gouverneur von South Carolina
- Gwen Bristow (1903–1980), Schriftstellerin und Journalistin
- Joan Langdon (* 1951), Mathematikerin und Hochschullehrerin
- Raymond Felton (* 1984), Basketballspieler der NBA-Mannschaft Charlotte Bobcats